# Chavacano jezik
Chavacano jezik (izgovor: čabakano, ISO 639-3: cbk; chabakano, zamboangueño), kreolski jezik kojim govori 293 000 ljudi (1990.) na u Filipinima: Zamboanga, Basilan, Kabasalan, Siay, Margosatubig, Ipil, Malangas, Lapuyan, Buug, Tungawa, Alicia, Isabela, Lamitan, Maluso, Malamawi, Cotabato City, Mindanao; Cavite, Ternate i Ermita kod Manile. Glavni jezik u gradu Zamboanga. 
Temelji se na španjolskom jeziku. Uči se u osnovnim školama; novine; radio program. Ima brojna narječja: caviteño, ternateño (ternateño chavacano), ermitaño (ermiteño), davawenyo zamboanguenyo (abakay spanish, davao chavacano, davaoeño, davaweño), cotobato chavacano (cotabateño), zamboangueño (chavacano). Ermiteño je izumro, a izumro je možda i davawen zamboangueño .

## Vanjske poveznice
- Ethnologue (14th)
- Ethnologue (15th)